# 다비트 셸러
다비트 셸러(독일어: David Scheller, 1972년 10월 12일 ~ )는 독일의 배우이다.
뮌헨에서 태어났다.

## 영화
- 더 벙커 (2015년)
- 엘렉트로 게토, 부시도 이야기 (2010년)
- 그림자 속에서 (2010년)
- 로스트 사마리탄 (2008년)
- 섹스아이콘 우씨 오브마이어 (2007년) - 디터 보쿰 역
- 페이 그림 (2006년)
- 요절복통 프레드의 사랑찾기 (2006년)
- 저스틴 (2005년)